# Naked ape
naked ape（ネイキッド エイプ）は、日本の漫画家。ストーリー・デザイン担当の逢川里羅（あいかわ りら、12月16日 - ）と、漫画担当の中村友美（なかむら ともみ、3月17日 - ）による、女性2人のコラボレーションネームである。

## メンバー
逢川里羅（あいかわ りら）　
1976年12月16日生まれのAB型。射手座。高知県出身。作画の仕上げやツヤベタも担当している。旧名は咲木音穂（さき おとお）で、2010年5月末を以って里羅琴音（りらことね）に改名したが、2012年10月に現在の名義に変更。
中村友美（なかむら ともみ）
1977年3月17日生まれのO型。魚座。栃木県出身。

## 経歴
2001年『月刊ステンシル』（スクウェア・エニックス）誌にて、「DRUG HUNTER」で賞を受賞。2002年1月から同作品が元となった「switch」の連載が始まる。その後、「DOLLS」（コミックZERO-SUM、一迅社）や、「鵺射」（コミック怪、角川書店）など、様々なジャンルで活躍中。

## 概要・その他
- 現在猫を6匹飼っている。
- 単行本の作者コメントは逢川里羅が担当。
- 引越し魔。

## 連載作品

### 共同名義
- switch（月刊Gファンタジー、連載終了）
- DOLLS（コミックZERO-SUM、連載終了）
- 鵺射（コミック怪、連載終了）
- Magnolia（ARIA、連載終了）
- switch the volume on Dragon Fruit（コミックZERO-SUM、連載終了）
- 血とチョコレート（ARIA、連載終了）
- ハルシオン（コミックZERO-SUM、連載終了）
- 孤島の鬼（原作：江戸川乱歩、ARIA、連載終了）
- ツツジモリ -遺品整理始末録-（ARIA、連載終了）
- スーサイドライン（コミックタタン、連載終了）
- サムライが転生したらアイドルになった話（月刊プリンセス、連載終了）
- 僕らの千年と君が死ぬまでの30日間（企画：僕らの千年プロジェクト、月刊プリンセス）
- 少年サイコ 兄が僕を殺したくて困っています（ピッコマ）

### 逢川里羅名義
咲木音穂名義の原作
- di[e]ce[コミックZERO-SUM、連載終了）

里羅琴音名義の原作
- 吉祥7（作画：天河藍、コミックZERO-SUM、連載終了）

逢川里羅名義の原作
- 中村猫整体院（作画：二丁目のママ、ゼロサムオンライン、連載終了）
- 銀のケルベロス（作画：BerryStar、月刊ヒーローズ、長期休載中）